# Владимир Богдановић (сликар)
Владимир Богдановић (Београд, 4. јун 1940.) српски је конзерватор, сликар, писац и ликовни критичар.

## Биографија
Владимир Богдановић је дипломирао вајарство 1967. у класи Радете Станковића на Академији примењених уметности у Београду. Радио је као конзерватор-саветник и потом руководилац Одељења за конзервацију и рестаурацију Галерије Матице српске у Новом Саду. Истовремено се бавио и књижевним радом, писао поезију и прозу, ликовну и књижевну критику.
Први пут самостално је излагао у Загребу 1961, а потом још тридесетак пута у земљи и иностранству. Од 1962. до 2005. излагао је на 374 заједничке ликовне смотре широм Европе и СФРЈ. За свој рад као цртач, сликар и конзерватор Богдановић је добио преко двадест награда и признања. Његове књиге песама, приповедака и романа преведене су на десетак језика. Од краја 1970-их ствара у свом атељеу у Петроварадинској тврђави.